# Эсмарк, Йенс
Йенс Эсмарк (дат. Jens Esmark, 31 января 1763, Хольбьерг, Орхус — 26 января 1839) — датский геолог и минералог, работавший в Норвегии, профессор геологии в университете Христиании (ныне Осло), проводил исследования ледников; выдвинул тезис о ледниковой эпохе Скандинавии.

## Биография
Родился в семье викария Ханса Йоргена Эсмарка (1722—1803), который настаивал на том, что его сын стал священником. Эсмарк, однако, бросил вызов отцу и начал изучать медицину в Копенгагенском университете, где одним из его учителей был минералог Мортен Тране Брюнних. В 1789 году по инициативе Брюнниха отправился в норвежский Конгсберг, где учился в Горной академии. После её окончания в 1791 году вернулся в Копенгаген, где завершил обучение в области геодезии и права, получив в итоге разрешение на работу инспектором недр. После получения стипендии продолжил обучение минералогии у Авраама Готтлоба Вернера в Фрайбергской горной академии, совершив, в частности, образовательные поездки в Чехию, Венгрию, Словакию и Силезию.
Эсмарк вернулся в Данию в 1797 году, после чего был назначен асессором в управлении по добыче полезных ископаемых (норв. Overbergamtet) в Конгсберге, контролируя среди прочего добычу серебра. В 1802 году был назначен профессором минералогии, физики и химии в местной горной академии. В 1805 году шахты в Конгсберге начали приносить убытки и вскоре были закрыты. Эсмарк наряду с несколькими другими должностными лицами получил право на добычу сырья за счёт собственных средств, но этот проект не удался, а разрешение на добычу было в 1815 году отозвано.
В 1814 году Эсмарк стал первым норвежским профессором геологии в новом Королевском университете Фредерика в Христиании. Переезд Эсмарка в столицу вызвал прекращение работы Конгсбергской горной академии.
Эсмарк, среди прочего, открыл датолит и дал название название нориту. Он впервые выдвинул гипотезу ледниковой эпохи в Скандинавии, причём, по его предположению, это событие произошло гораздо раньше, чем считается в настоящее время. Эсмарк выступил с тезисом о существовании больших ледников в Норвегии, несущих огромные валуны и создающих морены, после чего Жан Шарпантье (1786—1855) начал исследования швейцарских ледников. Считал ледники основной причиной формирования норвежских фьордов. В 1832 году был награждён орденом Вазы.
Отец учёного Ханса Мортен Тране Эсмарка (1801—1882). В 1828 году отец и сын Эсмарк послали для анализа Берцелиусу  образец минерала, найденного в сиенитах на острове Лёувёйа. Эсмарки предложили назвать новый минерал в честь Берцелиуса берцелитом, но сам Берцелиус дал ему общепринятое название торит (силикат тория).